# Ештон (Айова)
Ештон (англ. Ashton) — місто (англ. city) в США, в окрузі Оссеола штату Айова. Населення — 436 осіб (2020).

## Географія
Ештон розташований за координатами 43°18′33″ пн. ш. 95°47′37″ зх. д. / 43.30917° пн. ш. 95.79361° зх. д. (43.309084, -95.793721).  За даними Бюро перепису населення США в 2010 році місто мало площу 2,63 км², з яких 2,61 км² — суходіл та 0,01 км² — водойми.

## Демографія
Згідно з переписом 2010 року, у місті мешкало 458 осіб у 191 домогосподарстві у складі 124 родин. Густота населення становила 174 особи/км².  Було 211 помешкання (80/км²).
Расовий склад населення:
| - 95,0 % — білих - 1,3 % — чорних або афроамериканців - 0,9 % — вихідців з тихоокеанських островів - 0,4 % — корінних американців - 0,2 % — азіатів |

До двох чи більше рас належало 1,5 %. Частка іспаномовних становила 3,1 % від усіх жителів.
За віковим діапазоном населення розподілялося таким чином: 27,5 % — особи молодші 18 років, 56,6 % — особи у віці 18—64 років, 15,9 % — особи у віці 65 років та старші. Медіана віку мешканця становила 37,7 року. На 100 осіб жіночої статі у місті припадало 94,1 чоловіків;  на 100 жінок у віці від 18 років та старших — 93,0 чоловіків також старших 18 років.
Середній дохід на одне домашнє господарство  становив 51 579 доларів США (медіана — 46 250), а середній дохід на одну сім'ю — 62 020 доларів (медіана — 61 250). Медіана доходів становила 37 153 долари для чоловіків та 27 031 долар для жінок. За межею бідності перебувало 8,3 % осіб, у тому числі 14,3 % дітей у віці до 18 років та 7,5 % осіб у віці 65 років та старших.
Цивільне працевлаштоване населення становило 252 особи. Основні галузі зайнятості: виробництво — 28,6 %, освіта, охорона здоров'я та соціальна допомога — 24,6 %, роздрібна торгівля — 9,5 %, будівництво — 7,9 %.